# Gisela Heidenreich
Gisela Heidenreich, geborene Edelmann, (* 31. August 1943 in Oslo) ist eine deutsche Autorin.

## Leben
Heidenreich wurde in einem Lebensborn-Heim in Oslo als Tochter ihrer Mutter Emilie Edelmann aus einer Liaison mit einem SS-Offizier geboren. Sie wuchs in Bad Tölz und in München auf. Die Sonderpädagogin praktiziert als ausgebildete Paar- und Familientherapeutin und Mediatorin. Sie ist seit 1979 mit dem Schriftsteller Gert Heidenreich verheiratet und die Mutter des Singer-Songwriters Julian Heidenreich. Sie lebt in der Nähe von München. Heidenreich ist Mitglied im PEN-Zentrum Deutschland.
Ihr Buch Das endlose Jahr, in dem sie ihre Biografie als Lebensborn-Kind beschrieben hat, war ein Bestseller. Im Mittelpunkt ihres Buches Geliebter Täter steht Horst Wagner, der während der NS-Zeit in seiner Funktion im Auswärtigen Amt für Judendeportationen und Kriegsverbrechen mitverantwortlich war und dem es nach 1945 gelang, sich einer Verurteilung durch die Justiz zu entziehen; im Buch spielt die Liebesbeziehung zwischen Wagner und Heidenreichs Mutter eine wichtige Rolle.

Neben ihrem literarischen Werk gestaltete Gisela Heidenreich diese Themen 2015 auch in einer dreiteiligen Hörfunksendung für den Bayerischen Rundfunk unter dem Titel Die schwarze Mappe Alle drei Teile sind als Podcast abrufbar.

## Schriften (Auswahl)
- Das endlose Jahr. Die langsame Entdeckung der eigenen Biografie – ein Lebensbornschicksal, 2002, ISBN 978-3-502-18315-0
- Sieben Jahre Ewigkeit. Eine deutsche Liebe, Droemer Verlag, München 2007, ISBN 978-3-426-27381-4
- Geliebter Täter. Ein Diplomat im Dienst der „Endlösung“, Droemer Verlag, München 2011, ISBN 978-3-426-27432-3
- (Hrsg.) Born of war – vom Krieg geboren. Europas verleugnete Kinder, Chr.Links Verlag 2017